# Rorbu
Rorbu er en sæsonbolig for fiskere i Norge, normalt beliggende i et fiskevær.  Første del af ordet rorbu kommer fra "at ro", og bu betegner et hus. Rorbuer var særlig vigtige på det tidspunkt, hvor fiskeriet blev drevet fra åbne både. Rorbuer og fiskevær var knyttet til det store regelmæssige vinterfiskeri af torsk, først og fremmest fra Sunnmøre og nordover. Rorbu er oprindelig et nordnorsk begreb, mens man på Romsdalskysten brugte betegnelsen fiskarstove.
Gennem århundreder blev robåde langs den norske kyst udrustet til at deltage i vinterens fiskeri efter torsk, særlig omkring Lofoten. Folk  rejste i flere dage i åbne ro- og sejlbåde for at deltage i vinterfiskeriet, og dermed opstod behovet for overnatning på land. Sagaen beretter, at kong Øystein i begyndelsen af 1100-tallet bestemte, at der skulle bygges rorbuer for tilrejsende fiskere i Lofoten.
De røde rorbuer blev ofte på grund af pladsmangel bygget på pæle i vandet, og i mange fiskevær blev de  efterhånden de dominerende bygninger. Til en rorbu hørte senge til bådbesætningen, plads til madlavning og plads til at gemme alle de nødvendige redskaber og andet udstyr. Da rorbuen ofte var placeret på land, men tæt ved havet, var det vigtigt, at udstyret kunne blive løftet direkte fra båden og ind i huset. I fiskeværene blev der ofte opført to til fire etagers røde bygninger til modtagelsen af fiskernes fangst. I bygningerne indrettedes der også rum til indkvartering af fiskearbejderne og bådmandskaberne, og de blev af og til omtalt som rorbu. For at adskille denne indkvarteringsform fra de traditionelle fritliggende rorbuer brugte man for de store bygninger betegnelsen "sjøhus".
Efter 2. verdenskrig fik rorbuerne mindre betydning, da det blev almindeligt at fiske med større både, hvor manddskabet kunne spise og bo. Mange af rorbuerne forfaldt. Fra 1960erne blev de bedste af robuerne restaureret og udlejet til turister. Ligheden med de oprindelige hytter er deres karakteristiske placering på pæle eller sten i eller ved vandet.
- Rorbu
- Rorbuer i Reine
- Rorbu
- Rorbu på Sunnmøremuseum i Ålesund
- Rorbu

## Ekstern henvisning og kilde
- Wikimedia Commons har flere filer relateret til Rorbu
- Rorbuens historie Arkiveret 11. august 2011 hos  Wayback Machine